# 노르디스크 필름

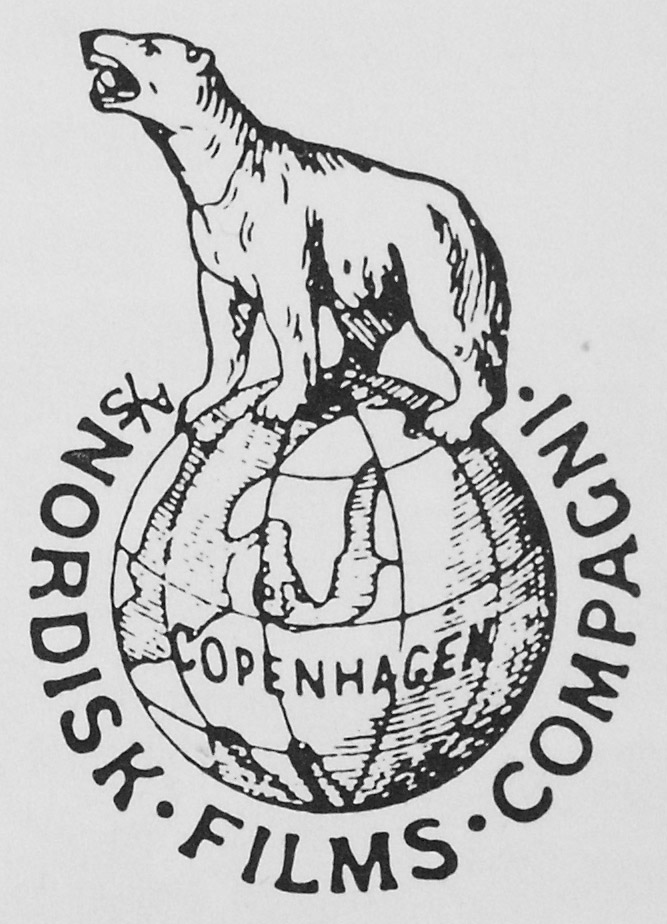

노르디스크 필름(Nordisk Film)은 덴마크의 영화 제작사이다.